# Fröttstädt
Fröttstädt este o comună din landul Turingia, Germania.